# Dipturus flavirostris
Dipturus flavirostris  (лат.) — вид хрящевых рыб семейства ромбовых скатов отряда скатообразных. Обитают в субтропических водах западной части Атлантического океана между  32° ю. ш и 56° ю. ш. и между 73° з. д. и 57° з. д. Их крупные, уплощённые грудные плавники образуют диск в виде ромба с заострённым рылом.

## Таксономия
Впервые вид был научно описан в 1892 году как Raja flavirostris. Видовой эпитет происходит от слов лат. flavus — «жёлтый», «золотой» и лат. rostrum — «клюв». В некоторых источниках рассматривается как синоним Zearaja chilensis.

## Ареал
Эти демерсальные скаты являются эндемиками вод, омывающих Чили.

## Описание
Широкие и плоские грудные плавники этих скатов образуют ромбический диск с треугольным вытянутым рылом и закруглёнными краями. На вентральной стороне диска расположены 5 жаберных щелей, ноздри и рот. На длинном хвосте имеются латеральные складки. У этих скатов 2 редуцированных спинных плавника и редуцированный хвостовой плавник.

## Биология
Подобно прочим ромбовым эти скаты откладывают яйца, заключённые в жёсткую роговую капсулу с выступами на концах. Эмбрионы питаются исключительно желтком.

## Взаимодействие с человеком
Не представляют коммерческой ценности. Международный союз охраны природы оценил охранный статус Zearaja chilensis, синонимом которого признаёт Dipturus flavirostris, как «Уязвимый».